# Sicya nemeenaria
Sicya nemeenaria är en fjärilsart som beskrevs av Charles Oberthür 1912. Sicya nemeenaria ingår i släktet Sicya och familjen mätare. Inga underarter finns listade i Catalogue of Life.